# 聯合國兒童基金會慈善跑
聯合國兒童基金會慈善跑（簡稱UNICEF慈善跑），由聯合國兒童基金香港委員會（UNICEF HK）及香港業餘田徑總會（HKAAA）合辦，香港迪士尼樂園度假區舉行。該項慈善跑不單是UNICEF HK每年一度的籌款盛事，亦曾是香港第二最大型的長跑賽事（僅次於渣打馬拉松），但2017年起其位置被全城街馬主辦的《AXA安盛香港街馬@九龍東》取代。聯合國兒童基金會慈善跑為國際馬拉松及道路賽協會（AIMS）及香港業餘田徑總會之認可賽事，半馬拉松及10公里賽道均獲AIMS及HKAAA認可。2018年的賽事，半馬拉松及10公里賽事成績更可獲香港業餘田徑總會承認作2020年的「渣打香港馬拉松」「達標跑手報名」的資格。
慈善跑自2006年創辦以來，慈善跑共吸引逾11萬人次參與，籌得逾港幣1.1億元的善款，以支持聯合國兒童基金會（UNICEF）全球抗愛滋運動，保護嬰幼兒免受愛滋病病毒感染，並為受愛滋病病毒及愛滋病困擾的母親及兒童提供治療、輔導及支援。自2005年至今，UNICEF及伙伴的工作已成功保護了159 萬名兒童免受愛滋病病毒感染；另外，『一日一藥』等適切治療令愛滋病及相關疾病引發死亡的個案大幅下降45%。
2014年的賽事已於11月23日舉行，口號為一齊起跑，實現「零愛滋世代」。是屆的最低籌款額為$480（16歲以上個人）／$350（11-15歲少年）／$1800（親子組），需在報名時繳付。香港著名插畫師鄧卓越Dorophy Tang將連續第三年主理慈善跑紀念T恤設計，並首推跑手紀念T恤加印名字或個人訊息選項，供跑手自製個人化慈善跑旅程，同時籌募更多善款。是年活動目標籌款額為港幣1,100萬元。
2015年的賽事已於11月29日舉行，口號為邁向零感染、零死亡、零歧視。是屆的最低籌款額為$500（16歲以上個人）／$350（11-15歲少年）／$2000（親子組），需在報名時繳付。是年活動目標籌款額為港幣1,100萬元。
2016年的賽事，原定於11月27日舉行，口號為與我們一同邁向AIDS to ZERO。是屆的最低籌款額為$520（16歲以上個人）／$350（11-15歲少年）／$2000（親子組），需在報名時繳付。適逢UNICEF HK成立30周年，逾30隊企業團隊將參與半馬拉松企業接力賽，爭奪獎項。另外，各商界領袖亦會於3公里企業領袖挑戰賽爭取佳績。賽事預計可籌得港幣1,100萬元善款，支持UNICEF全球杜絕愛滋病病毒母嬰傳播的工作。不過賽事前夕，大嶼山一帶的天氣十分惡劣，比賽場地的設備及裝置連番被強風吹倒，令佈置工作遇到重重困難，聯合國兒童基金香港委員會（UNICEF HK）及香港業餘田徑總會經評估賽道情況後，於賽事當日01:00宣佈取消賽事，為賽事舉辦以來首次。四天後（2016年12月1日），聯合國兒童基金香港委員會（UNICEF HK）宣佈，正積極籌備於2017年初段時期在香港迪士尼樂園度假區重辦此賽事。最終該場賽事終於在2017年3月19日順利舉行。
2017年度的賽事，日期已定為2017年11月26日，口號為為兒童‧跑。是屆的最低籌款額為$520（16歲以上個人，5公里賽事除外）／$350（11-15歲少年）／$2000（親子組），需在報名時繳付。其中5公里賽事，更成為「星球大戰」首個在香港舉行的主題跑步活動，為華特迪士尼 (Walt Disney) 及盧卡斯影業在全球發起的「星球大戰：匯聚原力，助力改變」（Star Wars: Force for Change）慈善活動的一部份，旨在籌集善款幫助世界各地的弱勢兒童。屆時，「帝國軍第501旅香港駐軍」及「反抗軍」粉絲團隊將以星球大戰角色造型現身會場為星戰主題跑賽事揭幕及為參賽者打氣。賽事的終點站將設有星戰拍照專區讓跑手拍照留念。大量的星戰主題元素將讓跑手彷彿置身於星戰電影場景中。是項賽事的最低籌款額為$880，跑手包更有特別別注版禮品。
2018年度的賽事，日期已定為2018年11月25日，口號為為兒童‧跑。是屆的最低籌款額為$520（16歲以上個人外）／$350（11-15歲少年）／$2000（親子組），需在報名時繳付。
第16 屆賽事慈善跑首度拆分兩日舉行，於2024年12月15日及2025年1月12日舉行，以「HERO RUN」為主題，寓意任何人皆可施以援手、推動改變，成為「超級英雄」。是次活動包括12月5日於粉錦公路以東公園舉行的合家歡「HERO RUN — 童您跑」，以及明年1月12日於迪士尼及迪欣湖舉行的競賽組「HERO RUN — 超能跑」兩日賽事，料將有16,300名「超級英雄」參加。

## 賽制
目前（2018年）的UNICEF慈善跑設有設有半馬拉松（21.0975公里）、10公里賽事、5公里賽事、專供11-15歲少年參賽的3公里賽事，另設3公里親子組賽。2014年更首次加入半馬拉松輪椅體驗活動。
2014年，10公里分為三個組別，10公里挑戰組(最佳成績少於01:10:00)、十公里1組(最佳成績01:10:01 - 01:25:00之間)、十公里2組(最佳成績多於1:25:01)，而半馬拉松、5公里、3公里（少年組及親子組）則只有一組。
2015年，10公里分為三個組別，10公里挑戰組(最佳成績少於01:10:00)、十公里1組(最佳成績01:10:01 - 01:25:00之間)、十公里2組(最佳成績多於1:25:01)，5公里分為兩個組別，而半馬拉松、3公里（少年組及親子組）則只有一組。
2016年，10公里分為三個組別，10公里挑戰組(最佳成績少於01:10:00)、十公里1組(最佳成績01:10:01 - 01:25:00之間)、十公里2組(最佳成績多於1:25:01)，而半馬拉松、5公里、3公里（少年組及親子組）則只有一組。
然而，最佳成績均只供參考，只要名額未滿，跑手可以選擇任何一個組別參加。

## 比賽路線
- 半程馬拉松

迪士尼樂園停車場-幻想道-神奇道-欣澳道-青洲仔-陰澳灣小徑-打棚埔-翔東路-深水角(折返)-翔東路-欣澳道-迪欣湖小徑-神奇道-海鳴路-迪士尼好來塢酒店小徑-迪士尼碼頭-迎樂路-迪士尼樂園停車場（終點）
- 十公里

迪士尼樂園停車場-幻想道-神奇道-欣澳道(折返)-迪欣湖小徑-神奇道-海鳴路-迪士尼好來塢酒店小徑-迪士尼碼頭-迎樂路-迪士尼樂園停車場（終點）
- 五公里

迪士尼樂園停車場-幻想道-榮欣路-幻想道-神奇道-欣澳道近迴旋處(折返)-神奇道-幻想道-迪士尼樂園停車場終點）
- 三公里

迪士尼樂園停車場-幻想道-神奇道(折返)-幻想道-迪士尼樂園停車場終點）

## 賽事列表
| 屆次   | 日期           | 半馬拉松（半馬） 參賽人數/名額 | 10公里賽（10K） 參賽人數/名額 | 5公里賽（5K）參賽人數/名額 | 3公里少年組（3K）參賽人數/名額 | 3公里親子組（3K）參賽人數/名額 | 總參賽人數/名額 | 該屆口號/主題                |
| ------ | -------------- | ------------------------------ | ----------------------------- | -------------------------- | ------------------------------ | ------------------------------ | --------------- | ---------------------------- |
| 第9屆  | 2014年11月23日 | 3,500                          | 6,800                         | 1,500                      | 350                            | 700組（2,800人）               | 15,000          | 一齊起跑，實現「零愛滋世代」 |
| 第10屆 | 2015年11月29日 | 3,500                          | 6,000                         | 2,000                      | 350                            | 375組（1,500人）               | 13,250          | 邁向零感染、零死亡、零歧視   |
| 第11屆 | 2017年3月19日  | 3,500                          | 5,800                         | 2,000                      | 250                            | 500組（2,000人）               | 13,550          | 與我們一同邁向AIDS to ZERO   |
| 第12屆 | 2017年11月26日 | 3,500                          | 5,800                         | 2,000                      | 250                            | 500組（2,000人）               | 13,550          | 為兒童‧跑                    |
| 第13屆 | 2018年11月25日 | 3,500                          | 5,800                         | 2,000                      | 250                            | 500組（2,000人）               | 13,550          | 為兒童‧跑                    |

## 比賽結果

### 2016年
- 半程馬拉松
  - 男子組總冠軍：KIPROTICH THOMAS，時間：1小時12分58秒
  - 女子組總冠軍：MATSUI MEGUMI，時間：1小時27分55秒

- 10公里挑戰賽
  - 男子組總冠軍：SHUEN CHUN KIT 孫鎮傑，時間：33分50秒
  - 女子組總冠軍：LAI SOPHIA，時間：40分06秒

### 2015年
- 半程馬拉松
  - 男子組總冠軍：Thomas Kiprotich，時間：1小時10分36秒
  - 女子組總冠軍：Richards Jane，時間：1小時24分05秒

- 10公里挑戰賽
  - 男子組總冠軍：N PING FENG 陳秉豐，時間：33分01秒
  - 女子組總冠軍：CHIH HSUAN 張芷暄，時間：38分10秒

### 2014年
- 半程馬拉松
  - 男子組總冠軍：Thomas Kiprotich（香港），時間：1小時12分14秒
  - 女子組總冠軍：Ellie O'Kane（澳洲），時間：1小時21分23秒

- 十公里賽事
  - 男子組總冠軍：Stefano Passarello（香港），時間：34分24秒
  - 女子組總冠軍：江麗明（香港），時間：39分44秒

### 2013年
- 半程馬拉松
  - 男子組總冠軍：陳家豪（香港），時間：1小時11分21秒
  - 女子組總冠軍：Michelle Lowry（香港），時間：1小時22分45秒

- 十公里賽事
  - 男子組總冠軍：紀嘉文（香港），時間：32分33秒
  - 女子組總冠軍：姚潔貞（香港），時間：36分24秒

## 比賽日特別交通安排
- 大會將安排專線巴士（由城巴派出「城巴機場快線」用車）接載跑手由香港各區前往起點，需在報名時訂位，並在領取選手包時繳付車資，每程35元。[11]
- 港鐵東涌線及迪士尼線均會提早頭班車，方便跑手前往起跑點[11]。
- 城巴開設特別巴士路線R11，方便跑手比賽完畢後返回市區[11]。
- 因比賽當日特別交通措施，愉景灣巴士DB03R線會在比賽當日約11:00前暫停服務。

## 外部連結
- 聯合國兒童基金會慈善跑官方網頁 （页面存档备份，存于）

]